# Nick O'Malley
Nick O'Malley, nascido em 5 de julho de 1985, é o baixista da banda britânica Arctic Monkeys.
O'malley foi escolhido como substituto temporário do baixista Andy Nicholson quando ocorreu uma recente notícia de que ele não participaria da turnê da banda pela América do Norte em maio de 2006. O'malley diz que ele aprendeu toda estréia do álbum da banda em dois dias de ensaio intenso, quando ele "de leve nem sequer saiu de casa". Seu batismo de fogo continuou enquanto a banda estava iminentemente gravando seu novo EP "Leave Before The Lights Come On", no qual ele tocou baixo.
Seu primeiro aparecimento com a banda foi em 25 de Maio, quando a banda fez uma apresentação secreta no "Old Blue Last", clube no Leste de Londres. A apresentação para 120 pessoas foi visto como uma oportunidade para O'malley, um teste rápido antes da primeira apresentação da banda na América do Norte, em Vancouver, no dia 27 de maio e época de festivais em frente de quinze ou vinte mil pessoas.